# Indisches Chamäleon

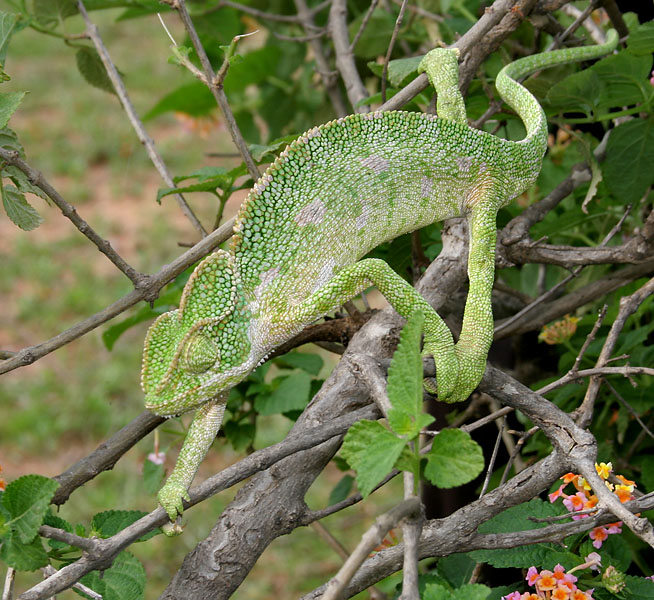
Indisches Chamäleon in Telangana

Das Indische Chamäleon (Chamaeleo zeylanicus) lebt in Indien und vereinzelt in Sri Lanka und Pakistan. Das leguanartige Schuppenkriechtier lebt in bewaldeten Regionen und Buschland. Der Bestand der Art ist nicht gefährdet.

## Verbreitung

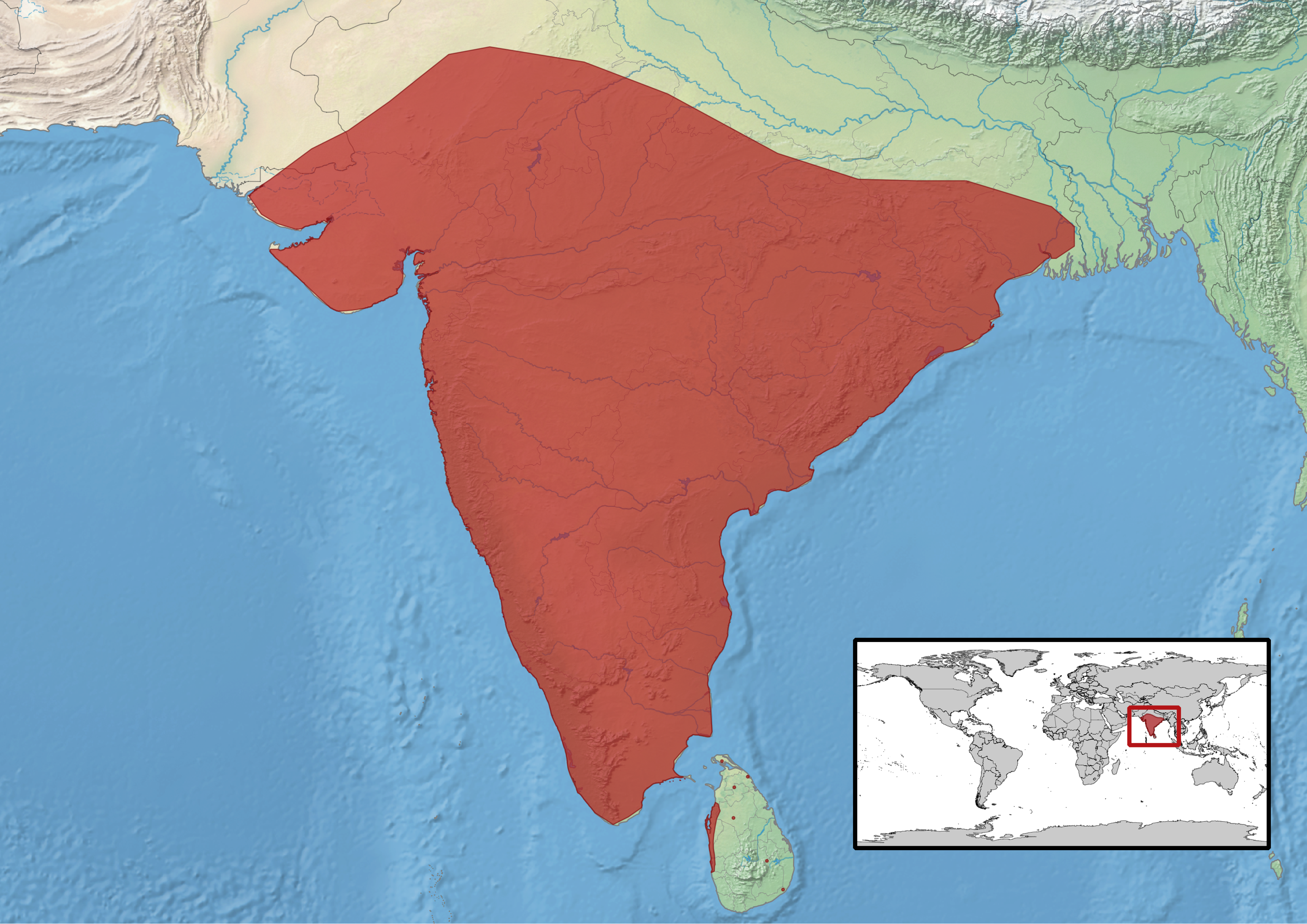
Verbreitungsgebiet (rot)

Das Indische Chamäleon lebt in Indien südlich der Gangesebene von Gujarat bis Westbengalen. In Sri Lanka kommt es an der westlichen Küste, nördlich von Colombo bis zum Wilpattu-Nationalpark, sowie in mehreren kleinen Gebieten über das ganze Land verteilt vor. In Pakistan trifft man die Art im Südosten des Sindh an.

## Merkmale
Das Chamäleon besitzt einen verknöcherten Fortsatz auf dem Kopf, der bei Männchen oft signifikant größer ist als bei Weibchen. Das Indische Chamäleon lebt hauptsächlich auf Bäumen und ist mit einem Greifschwanz, der auch als „fünftes Bein“ bezeichnet wird, ausgestattet. Es hat an jedem Fuß fünf Zehen, von denen immer zwei bzw. drei zusammengewachsen sind. Diese Fußform und der Greifschwanz geben dem Chamäleon Halt im Geäst.
Wie andere Chamäleon-Arten auch, hat die indische Art eine lange Zunge und zwei voneinander unabhängige Augen. Beide Augen zusammen erblicken 342° des Umfelds. Es ergibt sich ein toter Winkel von lediglich 18° im Rücken des Tieres. Indische Chamäleons sind in der Lage, ihre Hautfarbe zu ändern. Dies geschieht zur Kommunikation unter Artgenossen oder zur Regulierung der Körpertemperatur. Dabei ist die Modifikation der Hautfarbe unabhängig von der farblichen Umgebung.
Es ist das einzige Chamäleon, das auf dem indischen Subkontinent endemisch ist.

### Lebenserwartung
Über die Lebenserwartung des Indischen Chamäleons ist nicht viel bekannt. Generell können Chamäleons in der freien Natur zwei bis drei Jahre leben. Wenn sie in Terrarien gehalten werden, können Chamäleons drei bis zehn Jahre alt werden. Die Weibchen leben dann im Durchschnitt fünf Jahre, während Männchen durchschnittlich acht Jahre alt werden. Die Männchen leben länger, weil die Weibchen für die Reproduktion viel Energie benötigen. Die Bildung der Eier benötigt zudem eine große Menge an Wasser, Calcium und anderen Mineralien und es ist sehr mühsam für die Tiere, den Tunnel für die Eier anzulegen und die Eier zu legen. Ein Zusammenhang besteht zwischen der Größe eines Chamäleons und dessen Lebenserwartung. Die kleinen Chamäleons der Gattung Rampholeon, wie z. B. Rieppeleon brevicaudatus (Syn.: Rhampholeon brevicaudatus) mit einer Gesamtlänge von 9 cm, leben nur ein bis zwei Jahre. Ein großes Chamäleon, wie z. B. Parsons Chamäleon (Gesamtlänge 70 cm), kann in Gefangenschaft 20 Jahre oder länger leben.
Ein Indisches Chamäleon erreicht ausgewachsen eine Länge von fast 40 cm. Mehr als die Hälfte der Gesamtlänge macht der Schwanz aus. Aufgrund ihrer Größe kann man für Indische Chamäleons daher eine Lebenserwartung von zehn oder mehr Jahren in Gefangenschaft erwarten.

## Namensgebung
Das lateinische Adjektiv „zeylanicus“ bedeutet auf Deutsch sri-lankisch.